# Juegos Parapanamericanos de 2007
Los Juegos Parapanamericanos de 2007 fueron un evento deportivo para personas con discapacidad organizado por el Comité Organizador del Río (CO-Río), en colaboración con el Comité Paralímpico Brasileño (CPB), celebrada en la ciudad de Río de Janeiro en Brasil entre el 12 y 19 de agosto con la participación de unos 1.300 atletas de 26 países del continente americano , jugando 10 deportes diferentes.

## Elección de la sede
A diferencia de la elección de Río de Janeiro para la ciudad sede se estableció para llevar a cabo las mismas competiciones locales de los Juegos Panamericanos, convirtiéndose así en los tres temas considerados por el oficial del Comité Paralímpico Internacional (IPC), la primera ciudad para ofrecer los Juegos (Pan y Parapanamericanos) en la misma ciudad.
Con el compromiso de realizar dos eventos en la secuencia del Comité Organizador de Río (CO-Río) se refería a ejecutar las obras de las instalaciones y la Organización Panamericana de todas las normas de acceso a los lugares de la prueba (rampas y facilidades apoyo en los baños de los apartamentos, los signos en braille y sintetizadores de voz en las computadoras en cyber café en la ciudad).

## Deportes
10 deportes formaron parte de este evento
- Baloncesto en silla de ruedas (detalle)
- Fútbol 5 adaptado (detalle)
- Fútbol 7 adaptado (detalle)
- Judo (detalle)
- Para Atletismo (detalle)

- Para Natación (detalle)
- Para Powerlifting
- Para Tenis de mesa (detalle)
- Tenis en silla de ruedas (detalle)
- Voleibol sentado (detalle)

## Medallero
| Núm.           | País                 | Oro | Plata | Bronce | Total |
| -------------- | -------------------- | --- | ----- | ------ | ----- |
| 1              | Brasil (BRA)         | 83  | 68    | 57     | 228   |
| 2              | Canadá (CAN)         | 49  | 37    | 26     | 112   |
| 3              | Estados Unidos (USA) | 37  | 44    | 36     | 117   |
| 4              | México (MEX)         | 37  | 43    | 37     | 117   |
| 5              | Cuba (CUB)           | 28  | 21    | 11     | 60    |
| 6              | Argentina (ARG)      | 7   | 16    | 30     | 53    |
| 7              | Venezuela (VEN)      | 5   | 10    | 15     | 30    |
| 8              | Perú (PER)           | 3   | 1     | 0      | 4     |
| 9              | Colombia (COL)       | 2   | 6     | 9      | 17    |
| 10             | Jamaica (JAM)        | 1   | 2     | 2      | 5     |
| 11             | Puerto Rico (PUR)    | 1   | 1     | 2      | 4     |
| 12             | Ecuador (ECU)        | 1   | 0     | 2      | 3     |
| 13             | Costa Rica (CRC)     | 0   | 1     | 2      | 3     |
| 14             | Chile (CHI)          | 0   | 1     | 1      | 2     |
| 15             | Panamá (PAN)         | 0   | 1     | 0      | 1     |
| 15             | Uruguay (URU)        | 0   | 1     | 0      | 1     |
| 17             | El Salvador (ESA)    | 0   | 0     | 1      | 1     |
| 17             | Paraguay (PAR)       | 0   | 0     | 1      | 1     |
| Total absoluto | Total absoluto       | 254 | 253   | 252    | 759   |

| Predecesor: Mar de Plata 2003 | III Juegos Parapanamericanos 2007 | Sucesor: Guadalajara 2011 |